# Obrazovna tehnologija
Obrazovna tehnologija kombinirana je upotreba računalnog hardvera, softvera i obrazovne teorije i prakse za olakšavanje učenja . Kada se spominje kraticom, edtech, često se odnosi na industriju tvrtki koje stvaraju obrazovnu tehnologiju.
Uz praktično obrazovno iskustvo, obrazovna tehnologija temelji se na teoretskom znanju iz različitih disciplina kao što su komunikacija, edukacija, psihologija, sociologija, umjena inteligencija i informatika. Ona obuhvaća nekoliko područja uključujući teoriju učenja, usvajanje računalnih znanja, obrazovanje na daljinu, online učenje i m-učenje gdje se koriste mobilne tehnologije.

## Definicija
Udruga za obrazovne komunikacije i tehnologiju definirala je obrazovnu tehnologiju kao "studiju i etičku praksu koja olakšava učenje i poboljšava performanse stvaranjem, korištenjem i upravljanjem prikladnih tehnoloških procesa i resursa. Obrazovna tehnologija označava nastavnu tehnologiju kao "teoriju i praksu dizajna, razvoja, korištenja, upravljanja i evaluacije procesa i resursa za učenje". Kao takva odnosi se na sve važeće i pouzdane primijenjene obrazovne znanosti, poput opreme, procesa i procedura koji proizlaze iz znanstvenih istraživanja, dok se u danom kontekstu može odnositi na teorijske, algoritamske i heurističke procese: nužno ne podrazumijeva fizičku tehnologiju. Obrazovna tehnologija je proces integriranja tehnologije u obrazovanje u pozitivnom smislu koji promovira raznovrsniju okolinu za učenje i način da studenti nauče kako se koristiti tehnologijom kao i njihove zajedničke zadatke.
Prema tome, nekoliko diskretnih aspekata opisuje intelektualni i tehnološki razvoj obrazovne tehnologije:
- Obrazovna tehnologija kao teorija i praksa obrazovnih pristupa učenju.
- Obrazovna tehnologija kao tehnološki alati i mediji, na primjer masovni online tečajevi, koji pomažu u komunikaciji znanja, te njegovom razvoju i razmjeni. To je obično ono na što ljudi misle kada koriste izraz "edtech".
- Obrazovna tehnologija za sustave upravljanja učenjem (LMS), kao što su alati za upravljanje studentima i nastavnim planom i programom te informacijski sustavi upravljanja obrazovanjem (EMIS).
- Obrazovna tehnologija kao što je upravljanje pozadinskim uredima, kao što su sustavi upravljanja obukom za logistiku i upravljanje proračunom te Learning Record Store (LRS) za pohranu i analizu podataka učenja.
- Sama obrazovna tehnologija kao obrazovni predmet; takvi se tečajevi mogu nazvati "studiji računarstva" ili " informacijska i komunikacijska tehnologija (ICT)C.[5]

## Povezani pojmovi
Obrazovna tehnologija je cjelokupan termin za materijalne alate i procese, te za teorijske temelje kao potpora učenju i podučavanju. Obazovna tehnologija nije organičena na visoku tehnologiju, već se odnosi na sve ono št poboljšava učenje u učionicama korištenjem miješanog učenja, učenja licem u lice ili online učenja.
Obrazovni tehnolog je osoba obučena za rad u polju obrazovne tehnologije. Obrazovni tehnolozi pokušavaju analizirati, oblikovati, razviti, implementirati i evaluirati procese i alate za poboljšavanje učenja. Dok se pojam obrazovnog tehnologa koristi prvenstveno u Sjedinjenim Američkim Državama, tehnolog učenja sinoniman je pojam koji se koristi u Ujedinjenom Kraljevstvu i u Kanadi.
Moderna elektronička obrazovna tehnologija je važan dio današnjeg društva. Obrazovna tehnologija obuhvaća e-učenje, nastavnu tehnologiju, informacijsku i komunikacijsku tehnologiju u obrazovanju, obrazovnu tehnologiju, tehnologiju učenja, učenje multimedija, učenje poboljšano tehnologijom, instrukcije putem računala, instrukcije upravljane putem računala, obučavanje putem računala, instrukcije potpomognute računalom, usvajanje znanja putem interneta, fleksibilno učenje, usvajanje znanja putem web-a, online edukaciju, digitalno edukacijsku suradnju, distribuirano učenje, komunikaciju posredovanu računalom, cyber-učenje i multimodalne instrukcije, virtualno obrazovanje, osobna okruženja za učenje, umreženo učenje, virtualna okruženja za učenje (koja se još nazivaju platformama za učenje), m-učenje, sveprisutno učenje i digitalnu edukaciju.
Svaki od ovih brojnih termina ima svoje pobornike koji ukazuju na potencijalna razlikovna obilježja. Međutim, mnogi termini i pojmovi na području obrayovne tehnologije su nejadno definirani. Na primjer, Fiedlerova analiza literature otkrila je potpuni nedostatak suglasnosti o sastavnim dijelovima osobnog okruženja za učenje. Štoviše, Moore je smatrao da ove terminologije naglašavaju određene značajke kao što su pristupi digitalizaciji, komponente ili načini dostave, umjesto da su temeljno različite po konceptu ili načelu. Na primjer, m-učenje ističe pokretljivost koja omogućuje promjenu vremena, mjesta, dostupnost i kontekst učenja; ipak, njegova svrha i konceptualna načela pripadaju području obrazovne tehnologije.
U praksi, kako se tehnologija razvijala, posebni "usko definirani" aspekt terminologije koji je prvotno bio naglašen imenom, utopio se u opće područje obrazovne tehnologije. U početcima, "virtualno učenje" koje je usko definirano u semantičkomsemantičkom smislu, podrazumijevalo je ulazak u simulaciju okoliša virtualnog svijeta, na primjer u liječenju posttraumatskog stresnog poremećaja (PTSP). U praksi, "virtualni edukacijski tečaj" odnosi se na bilo koji nastavni tečaj u kojem se sve, ili barem značajan dio, izvodi putem Interneta. "Virtualno" se koristi na širi način kako bi opisalo tečaj koji se ne predaje u učionici licem u lice, već putem zamjenskog načina koji se konceptualno i "virtualno" može povezati s predavanjem u učionici, što znači da ljudi ne moraju ići u fizičku učionicu da bi učili. Stoga, virtualno obrazovanje odnosi se na oblik učenja na daljinu u kojem se sadržaj tečaja dostavlja različitim metodama aplikacija za upravljanje tečajevima, multimedijski resursi i videokonferencije. Virtualno obrazovanje i simulirane mogućnsoti učenja, poput igara ili disekcija, pružaju prilike učenicima da povežu sadržaj učionice s autentičnim situacijama.
Obrazovni sadržaj, sveprisutnan u predmetima, svuda je oko učenika, koji možda čak i nije svjestan procesa učenja.  Kombinacija prilagodljivog učenja, korištenjem individualiziranog sučelja i materijala, koji se prilagođavaju pojedincu, koji tako dobiva osobno raznoliku poduku, sa sveprisutnim digitalnim resursima i mogućnostima učenja na nizu mjesta i u različito vrijeme, nazvana je pametnim učenjem. Pametno učenje je sastavni dio koncepta pametnog grada.

## Povijest
Pomoć ljudima i djeci da uče na načine koji su lakši, brži, precizniji ili jeftiniji može se pratiti sve do pojave vrlo ranog alata, poput slikanja na zidovima pećina. Korišteni su razni tipovi abaka. Ploče za pisanje i ploče koristile su se barem tisuću godina. Knjige i brošure su od svog nastanka imale važnu ulogu u obrazovanju. Od početka dvadesetog stoljeća, strojevi za umnožavanje kao što su mimeograf i Gestetner uređaji za šablone koristili su se za proizvodnju kratkih serija kopija (obično 10-50 kopija) za korištenje u učionici ili kod kuće.  Upotreba medija u obrazovne svrhe općenito se povezuje s prvim desetljećem 20. stoljeća, kada su se pojavili obrazovni filmovi (1900-ih) i mehanički nastavni strojevi Sidneya Presseya (1920-ih). Prva sveobuhvatna provjera znanja putem višestrukog izbora bila je Army Alpha, koja se koristila za procjenu inteligencije i posebno sposobnosti vojnih regruta za vrijeme Prvog svjetskog rata. Daljnja široka primjena tehnologija korištena je za obuku vojnika tijekom i nakon Drugog svjetskog rata uz korištenje filmova i drugih posredovanih materijala, poput grafoskopa. Pojam hiperteksta može se pratiti do opisa memexa koje je 1945. iznio Vannevar Bush. 
Dijaprojektori su se široko koristili tijekom 1950-ih u obrazovnim institucionalnim okruženjima. Cuisenaire štapovi osmišljeni su 1920-ih i doživjeli su široku primjenu od kasnih 1950-ih.
Sredinom 1960-ih, profesori psihologije sa, Patrick Suppes i Richard C. Atkinson, eksperimentirali su s korištenjem računala za poučavanje aritmetike i pravopisa putem teleprintera učenicima osnovnih škola u objedinjenom školskom okrugu Palo Alto u Kaliforniji.  Obrazovni program za nadarenu mladež Sveučilišta Standford potječe iz tih ranih eksperimenata.
Online obrazovanje potječe iy 1960. sa Sveučilišta Illinois. Iako internet nije bio stvoren još jedno desetljeće, studenti su mogli pristupiti informacijama iz predavanja putem povezanih računalnih terminala. Online učenje pojavilo se 1982. kada je Zapadni institut za bihevioralne znanosti u La Jolli, Kalifornija, otvorio svoju Školu menadžmenta i strateških studija. Škola je koristila računalne konferencije putem Sustava elektroničke razmjene informacija (EIES) Instituta za tehnologiju u New Jerseyju kako bi pružila program obrazovanja na daljinu poslovnim izvršiteljima. Od 1985. godine, Connected Education je ponudio prvi potpuno online magistarski studij medijskih studija, kroz The New School u New Yorku, također putem EIES sustava računalnih konferencija. Naknadni tečajevi su se nudili 1986. putem Elektroničke sveučilišne mreže za računala DOS i Commodore 64. Godine 2002., MIT je počeo s pružanjem besplatnih online tečajeva. Do 2009., oko 5,5 milijuna studenata pohađalo je barem jedan online tečaj. Trenutno, jedan od tri studenta na fakultetu pohađa barem jedan online. Na Sveučilištu DeVry, od svih studenata koji stječu diplomu prvostupnika, 80% stječe dvije trećine svojih zahtjeva online. Također, 2014. godine, od 5.8 milijuna studenata koji su pohađali tečajeve online, 2,58 milijuna pohađalo je sve svoje tečajeve online. Iz ovih podataka može se zaključiti da je broj studenata koji pohađaju online nastavu u stalnom porastu.
Nedavni članak "Događa se promjena: online obrazovanje kao novi paradigma u učenju", autorice Linde Harasim,  obuhvaća pregled povijesti online obrazovanja kao i okvir za razumijevanje vrste potrebe koju ono zadovoljava. Koncept daljinskog učenja već je izumljen prije mnogo stoljeća. Vrijednost online obrazovanja ne leži u njegovoj sposobnosti da uspostavi metodu za daljinsko učenje, već u njegovoj snazi da ovaj vrsta učenja učini efikasnijom pružajući sredstvo putem kojeg instruktor i studenti mogu virtualno međusobno komunicirati u stvarnom vremenu. Tema online obrazovanja započela je uglavnom krajem 1900-ih godina kada su institucije i tvrtke počele stvarati proizvode za pomoć učenicima u učenju. Ove grupe su željele dalje razvijati obrazovne usluge diljem svijeta, prvenstveno u zemljama u razvoju. 1960. godine, Sveučilište Illinois stvorilo je sustav povezanih računalnih terminala poznat kao Intranet kako bi studentima omogućilo pristup snimljenim predavanjima i nastavnim materijalima koje su mogli gledati ili koristiti u slobodno vrijeme. Ovaj tip koncepta nazvan PLATO (programirana logika za automatizirane nastavne operacije) brzo se proširio diljem svijeta. Mnoge institucije usvojile su ovu sličnu tehniku dok je internet bio u fazi razvoja.
Godine 1971. Ivan Illich objavio je iznimno utjecajnu knjigu, [./Https://en.wikipedia.org/wiki/Deschooling_Society Deschooling Society] u kojoj je zamislio "mreže učenja" kao model za povezivanje ljudi s potrebnim oblicima učenja. Sedamdesete i osamdesete godine prošlog stoljeća donijele su značajan doprinos u području učenja zasnovanog na računalima od strane Murrayja Turoffa i Starr Roxanne Hiltz na Tehnološkom institutu u New Jerseyju, kao i razvoje na Sveučilištu Guelph u Kanadi. U Ujedinjenom Kraljevstvu, Vijeće za obrazovnu tehnologiju podržavalo je upotrebu obrazovne tehnologije, posebice upravljanje vladinimNacionalnim programom razvoj učenja uz pomoć računala (1973. – 1977.) i Programom za obrazovanje iz mikroelektronike (1980. – 1986.).
Do sredine 1980-ih, pristup sadržaju tečajeva postao je moguć u mnogim sveučilišnim knjižnicama. U računalnoj obuci  (CBT) ili računalnom učenju (CBL), interakcija učenja odvijala se između studenata i računalnih vježbi ili simulacija mikrosvijeta.
Digitalna komunikacija i umrežavanje u obrazovanju započeli su sredinom 1980-ih. Obrazovne institucije počele su iskorištavati novi medij nudeći tečajeve daljinskog učenja putem računalne mreže za informacije. Rani e-učebni sustavi, temeljeni na računalnom učenju/obuci, često su replicirali autokratske stilove poučavanja, pri čemu je uloga e-učebnog sustava pretpostavljena za prijenos znanja, za razliku od kasnije razvijenih sustava temeljenih na računalno potpomognutom suradničkom učenju (CSCL), koji su poticali zajednički razvoj znanja.
Videokonferencija je bila važan prethodnik današnjih obrazovnih tehnologija. Ovaj rad je posebno bio popularan u muzejskom obrazovanju. Čak i u posljednjim godinama, videokonferencija je postala sve popularnija te je 2008. – 2009. godine dosegnula više od 20.000 studenata širom Sjedinjenih Američkih Država i Kanade. Nedostaci ove vrste obrazovne tehnologije su očigledni: kvaliteta slike i zvuka često su zrnaste ili pikselirane; videokonferencija zahtijeva postavljanje vrste mini televizijskog studija unutar muzeja za emitiranje, prostor postaje problem, a potrebna je specijalizirana oprema kako za pružatelja tako i za sudionika.
Otvoreno sveučilište u Velikoj Britaniji i Sveučilište British Columbia (gdje je Web CT, sada uključen u Blackboard Inc., prvi put razvijen) započeli su revoluciju korištenja interneta za dostavu učenja, s intenzivnim korištenjem web-temeljenu obuku, online učenje na daljinu i online rasprave između učenika. Praktičari kao što je Harasim (1995) stavili su veliki naglasak na korištenje umreženog učenja.
S pojavom World Wide Weba 1990-ih, učitelji su se upustili u metodu korištenja tehnologija u nastajanju za korištenje stranica orijentiranih na više objekata, ili sustava virtualne stvarnosti temeljenih na tekstu, za izradu web-stranica za tečajeve zajedno s jednostavnim setovima uputa za njihove učenike.
Do 1994. godine osnovana je prva online srednja škola. 1997. godine, Graziadei je opisao kriterije za evaluaciju proizvoda i razvoj tehnološki utemeljenih tečajeva koji uključuju mobilnost, repliciranje, skalabilnost, pristupačnost te visoku vjerojatnost dugoročne isplativosti.
Unaprijeđena funkcionalnost interneta omogućila je nove načine komunikacije s multimedijalnim sadržajima ili web kamerama. Nacionalni centar za statistiku obrazovanja procjenjuje da se broj učenika od prvog do dvanaestog razreda upisanih u programe daljinskog online učenja povećao za 65% od 2002. do 2005. godine, uz veću fleksibilnost, jednostavniju komunikaciju između učitelja i učenika te brze povratne informacije o predavanjima i zadacima.
Prema istraživanju provedenom 2008. godine od strane američkog Ministarstva obrazovanja, tijekom akademske godine 2006. – 2007., otprilike 66% javnih i privatnih institucija visokog obrazovanja koje sudjeluju u programima studentske financijske pomoći nudilo je neke tečajeve daljinskog učenja; podaci pokazuju da je 77% upisa u tečajeve za stjecanje bodova uključivalo online komponentu. [potrebna citacija] 2008. godine, Vijeće Europe usvojilo je izjavu kojom se podržava potencijal e-učenja za promicanje jednakosti i poboljšanja obrazovanja diljem Europske unije.
Komunikacija posredovana računalom (CMC) odvija se između učenika i instruktora posredstvom računala. Za razliku od toga, CBT/CBL obično označava individualizirano (samostalno) učenje, dok CMC uključuje olakšavanje od strane odgojitelja/mentora i zahtijeva skaliranje fleksibilnih aktivnosti učenja. Osim toga, moderna informacijsko-komunikacijska tehnologija pruža obrazovanju alate za održavanje zajednica učenja i povezane zadatke upravljanja znanjem.
Učenici koji odrastaju u digitalnom dobu imaju veliko izlaganje raznovrsnim medijima. Velike visokotehnološke tvrtke financiraju škole kako bi im omogućile poučavanje putem tehnologije.
2015. bila je prva godina u kojoj su neprofitne organizacije s privatnim statusom imale više online studenata nego organizacije s profitnim ciljevima, iako su javna sveučilišta i dalje imala najveći broj online studenata. Jesen 2015. godine, više od 6 milijuna studenata upisalo je barem jedan online tečaj.
Godine 2020., zbog pandemije COVID-19, mnoge škole diljem svijeta bile su prisiljene zatvoriti se, što je rezultiralo sve većim brojem osnovnoškolskih učenika koji sudjeluju u online učenju, dok su studenti na sveučilištima upisivali online tečajeve kako bi provodili nastavu na daljinu. Organizacije poput UNESCO- a angažirale su tehnološka rješenja za obrazovanje kako bi pomogle školama u provođenju nastave na daljinu .  Produženi lockdowni i fokus na online učenje zbog pandemije privukli su rekordne iznose risk kapitala u sektor edukacijske tehnologije. Samo u Sjedinjenim Američkim Državama, edukacijske tehnološke tvrtke su 2020. godine prikupile 1,78 milijardi dolara risk kapitala u 265 transakcija, u usporedbi s 1,32 milijarde dolara u 2019. godini.

## Teorija
Različite pedagoške perspektive ili teorije učenja mogu se razmotriti prilikom oblikovanja i interakcije s obrazovnom tehnologijom. Teorija e-učenja ispituje te pristupe. Ove teorijske točke gledišta svrstane su u tri glavne teorijske škole ili filozofske okvire: biheviorizam, kognitivizam i konstruktivizam .

### Biheviorizam
Ovaj teorijski okvir razvijen je u ranom 20. stoljeću temeljem eksperimenata o učenju životinja koje su proveli Ivan Pavlov, Edward Thorndike, Edward C. Tolman, Clark L. Hull i BF Skinner. Mnogi su psiholozi koristili ove rezultate kako bi razvili teorije o ljudskom učenju, no suvremeni odgojitelji općenito vide biheviorizam kao jedan aspekt holističke sinteze. Podučavanje u behaviorizmu povezano je s obukom koja naglašava eksperimente učenja životinja. Budući da behaviorizam podrazumijeva pristup poučavanju ljudi kako nešto učiniti uz uporabu nagrada i kazni, povezan je s obukom ljudi.
BF Skinner opsežno je pisao o poboljšanjima u poučavanju temeljenim na svojoj funkcionalnoj analizi verbalnog ponašanja te je napisao "The Technology of Teaching" kao pokušaj da razbije mitove koji leže u osnovi suvremenog obrazovanja te da promovira svoj sustav koji je nazvao programirana nastava. Ogden Lindsley je razvio sustav učenja nazvan Celeration, koji se temeljio na analizi ponašanja, ali se značajno razlikovao od modela Kellera i Skinnera.

### Kognitivizam
Kognitivna znanost prošla je značajne promjene u 1960-ima i 1970-ima, do te mjere da su neki opisivali to razdoblje kao "kognitivnu revoluciju", posebno kao reakciju na biheviorizam. Iako zadržava empirijski okvir biheviorizma, teorije kognitivne psihologije gledaju dalje od ponašanja kako bi objasnile učenje temeljeno na mozgu, razmatrajući kako ljudska memorija funkcionira kako bi poticala učenje. Ona se odnosi na učenje kao "sve procese kojima se senzorni ulaz transformira, reducira, razrađuje, pohranjuje, obnavlja i koristi" od strane ljudskog uma. Atkinson-Shiffrinov model pamćenja i Baddeleyev model radnog memorije uspostavljeni su kao teorijski okviri. Računalna znanost i informacijska tehnologija imaju velik utjecaj na teoriju kognitivne znanosti. Kognitivni koncepti radne memorije (nekada poznate kao kratkoročna memorija) i dugoročne memorije olakšani su istraživanjima i tehnologijom u području računalne znanosti. Još jedan važan utjecaj u području kognitivne znanosti je Noam Chomsky. Danas istraživači se koncentriraju na teme poput kognitivnog opterećenja, obrade informacija i medijske psihologije. Ove teorijske perspektive utječu na oblikovanje nastave .
Postoje dvije odvojene škole kognitivizma, a to su kognitivizam i socijalni kognitivizam. Prva se usredotočuje na razumijevanje razmišljanja ili kognitivnih procesa pojedinca, dok druga uključuje socijalne procese kao utjecaje na učenje osim kognicije. Ove dvije škole ipak dijele stav da je učenje više od promjene ponašanja, već je mentalni proces koji koristi učenik.

### Konstruktivizam
Edukacijski psiholozi razlikuju nekoliko vrsta konstruktivizma : individualni (ili psihološki) konstruktivizam, poput Piagetove teorije kognitivnog razvoja, i socijalni konstruktivizam. Ova vrsta konstruktivizma usredotočena je na to kako učenici sami konstruiraju značenje iz novih informacija, dok interakcijom s stvarnošću i drugim učenicima koji donose različite perspektive. Konstruktivistička učna okruženja zahtijevaju od učenika da koriste svoje prethodno znanje i iskustva kako bi formirali nove, povezane i/ili prilagodljive koncepte u učenju (Termos, 2012).  U ovom okviru, uloga nastavnika postaje uloga facilitatora koji pruža smjernice kako bi učenici mogli konstruirati vlastito znanje. Konstruktivistički odgojitelji moraju se pobrinuti da su prethodna iskustva učenja primjerena i povezana s poučavanim konceptima. Jonassen (1997) predlaže da su "dobro strukturirana" učna okruženja korisna za početnike, dok su "slabo strukturirana" okruženja korisna samo za naprednije učenike. koji koriste konstruktivističku perspektivu mogu naglašavati aktivno okruženje za učenje koje može uključivati učenje na temelju rješavanja problema, učenje na temelju stvaranja projekta i učenje temeljeno na istraživanju, idealno uključeno u stvarne situacije u kojima učenici aktivno sudjeluju u aktivnostima kritičkog razmišljanja. Ilustrativnu raspravu i primjer možemo pronaći u primjeni konstruktivističkog kognitivnog učenja u računalnoj pismenosti 1980-ih godina, koja je uključivala programiranje kao sredstvo učenja.  :224LOGO, programski jezik, predstavljao je pokušaj integracije Piagetovih ideja s računalima i tehnologijom. U početku su postojale široke i nadajuće tvrdnje, uključujući "možda najkontroverzniju tvrdnju" da će "poboljšati općenite vještine rješavanja problema" u svim disciplinama. :238Međutim, vještine programiranja u LOGO-u nisu dosljedno donosile kognitivne koristi. :238Ono "nije bilo tako konkretno" kao što su tvrdili zagovornici, privilegirala je "jedan oblik zaključivanja nad drugima" i bilo je teško primijeniti razmišljanje na aktivnosti koje nisu temeljene na LOGO-u. Krajem 1980-ih godina, LOGO i druge slične programske jezike izgubile su svoju novost i dominaciju te su postupno izgubile na važnosti zbog kritika.

## Praksa
Mjera u kojoj e-učenje pomaže ili zamjenjuje druge pristupe učenju i poučavanju je varijabilna, krećući se na kontinuumu od potpune odsutnosti do potpuno online učenja na daljinu . Korišteni su različiti opisni termini (donekle nedosljedno) kako bi se kategorizirala razina korištenja tehnologije. Na primjer, "hibridno učenje" ili " mješovito učenje " može se odnositi na pomoć u nastavi i prijenosna računala ili može se odnositi na pristupe u kojima se tradicionalno vrijeme provedeno u učionici smanjuje, ali se ne eliminira i zamjenjuje nekim online učenjem. "Distribuirano učenje" može opisivati ili e-učenje kao komponentu hibridnog pristupa ili potpuno online okruženjeudaljenog učenja.

### Sinkroni i asinkroni
E-učenje može biti sinkrono ili asinkrono. Sinkrono učenje odvija se u stvarnom vremenu, svi sudionici interaktiraju istovremeno. Nasuprot tome, asinkrono učenje je prilagođeno vlastitom tempu i omogućuje sudionicima da sudjeluju u razmjeni ideja ili informacija bez ovisnosti o uključenosti drugih sudionika u isto vrijeme.
Sinkrono učenje se odnosi na razmjenu ideja i informacija s jednim ili više sudionika tijekom istog vremenskog razdoblja. Primjeri su diskusija licem u lice, online nastava u stvarnom vremenu s učiteljem i povratna informacija, razgovori putem Skypea te chat sobe ili virtualne učionice u kojima su svi sudionici online i surađuju istovremeno. Budući da učenici surađuju, sinkrono učenje pomaže im da postanu otvorenog uma jer moraju aktivno slušati i učiti od svojih kolega. Sinkrono učenje potiče svijest o online okruženju i poboljšava vještine pisanja kod mnogih učenika.
Asinkrono učenje može koristiti tehnologije poput sustava za upravljanje učenjem, e-pošte, blogova, wiki stranica i foruma za raspravu, kao web podržanih udžbenika, hipertekstualnih dokumenata, audio-video tečajeva  i društvenih mreža koristeći web 2.0. Na profesionalnoj obrazovnoj razini, obuka može uključivati virtualne operacijske dvorane. Asinkrono učenje je korisno za studente koji imaju zdravstvene probleme ili obaveze skrbi o djeci. Oni imaju priliku završiti svoj rad u okruženju s manje stresa i unutar fleksibilnijeg vremenskog okvira. U asinkronim online tečajevima studentima je omogućena sloboda da završe radove prema vlastitom tempu. Kao ne-tradicionalni studenti, mogu upravljati svojim svakodnevnim životom i školom, a ipak imati socijalni aspekt. Asinkrona suradnja omogućava studentu da zatraži pomoć kada je potrebno i pruža korisne smjernice, ovisno o tome koliko im treba vremena za završetak zadatka. Mnogi alati koji se koriste u ovim tečajevima uključuju, ali nisu ograničeni na: videozapise, rasprave u razredu i grupne projekte. Kroz online tečajeve, studenti mogu brže završiti svoje diplome ili ponoviti neuspjele tečajeve bez prisustva mlađih učenika. Studenti imaju pristup različitim obogaćivačkim tečajevima u online učenju, i dalje sudjeluju u fakultetskim tečajevima, stažiranju, sportu ili radu, i ipak završavaju s ostalim kolegama.

### Linearno učenje
Računalno temeljena obuka (CBT) odnosi se na aktivnosti samostalnog učenja koje se isporučuju putem računala ili prijenosnih uređaja poput tableta ili pametnih telefona. CBT je prvotno dostavljao sadržaj putem CD-ROM-a i obično je prikazivao sadržaj linearno, slično čitanju online knjige ili priručnika.  Iz tog razloga, CBT se često koristi za podučavanje statičnih procesa, poput korištenja softvera ili rješavanja matematičkih jednadžbi. Računalno temeljena obuka konceptualno je slična web temeljenoj obuci (WBT), koja se isporučuje putem interneta uz pomoć web preglednika .
Procjena učenja u računalno temeljenoj obuci (CBT) često se provodi putem provjera koje se mogu lako ocijeniti računalom, poput pitanja s višestrukim odabirom, povlačenja i ispuštanja, radio gumba, simulacija ili drugih interaktivnih sredstava. Procjene se lako ocjenjuju i bilježe putem online softvera, pružajući odmah povratne informacije korisnicima i informacije o statusu dovršenja. Korisnici često mogu ispisati zapis o dovršenju u obliku certifikata.
CBT-ovi pružaju poticaj za učenje izvan tradicionalne metode učenja iz udžbenika, priručnika ili nastave temeljene na radu u učionici. CBT-ovi mogu biti dobra alternativa tiskanim materijalima za učenje jer se bogati mediji, uključujući videozapise ili animacije, mogu ugraditi radi poboljšanja učenja.
Međutim, CBT-ovi postavljaju neke izazove učenju. Obično stvaranje učinkovitih CBT-ova zahtijeva ogromne resurse. Softver za razvoj CBT-ova često je složeniji nego što stručnjak za određeno područje ili učitelj može koristiti.  Nedostatak ljudske interakcije može ograničiti vrstu sadržaja koji se može prezentirati i vrstu procjene koja se može provesti, te može zahtijevati nadopunu putem online rasprave ili drugih interaktivnih elemenata.

### Suradničko učenje
Računalno podržano suradničko učenje (CSCL) koristi metode poučavanja osmišljene kako bi potaknule ili zahtijevale suradnju učenika na zadacima učenja, omogućujući društveno učenje. CSCL je sličan konceptima "e-učenje 2.0" i "mrežno suradničko učenje" (NCL). Zahvaljujući napretku Web 2.0 tehnologije, dijeljenje informacija među više osoba u mreži postalo je puno lakše, a upotreba se povećala. :1 Jedan od glavnih razloga za njegovu upotrebu je da je "plodno tlo za kreativne i angažirajuće obrazovne poduhvate." :2 Učenje se odvija kroz razgovore o sadržaju i interakciji utemeljenoj na problemima i radnjama. Ovo suradničko učenje razlikuje se od poučavanja u kojem je instruktor glavni izvor znanja i vještina. Neologizam "e-learning 1.0" odnosi se na izravno poučavanje koje se koristilo u ranim računalnim sustavima za učenje i obuku (CBL). Za razliku od linearnog prenošenja sadržaja, često izravno iz materijala instruktora, CSCL koristi društveni softver poput blogova, društvenih medija, wikija, podcasta, portala za dokumente na oblaku te grupa za raspravu i virtualnih svjetova. Ovaj se fenomen naziva "učenje dugog repa". Zagovornici društvenog učenja tvrde da je jedan od najboljih načina za naučiti nešto da to naučite drugima. Društvene mreže koriste se za poticanje online zajednica za učenje o različitim temama, poput pripreme za ispite i jezičnog obrazovanja. Mobilno potpomognuto učenje jezika (MALL) podrazumijeva korištenje prijenosnih računala ili mobilnih telefona kako bi se pomoglo u učenju jezika.
uradničke aplikacije omogućuju učenicima i nastavnicima interakciju tijekom učenja. Aplikacije su oblikovane prema igrama, što pruža zabavan način za ponavljanje gradiva. Kada je iskustvo ugodno, učenici postaju angažiraniji. Igre obično dolaze s osjećajem napretka, što može pomoći u održavanju motivacije i dosljednosti učenika dok nastoje poboljšati se.
Učionica 2.0 označava internetske višekorisničke virtualne okoline (MUVE) koje povezuju škole izvan geografskih granica. Prepoznato kao "eTwinning", računalom podržano suradničko učenje (CSCL) omogućuje učenicima u jednoj školi da komuniciraju s učenicima u drugoj školi s kojima se inače ne bi upoznali, unapređujući obrazovne rezultate i kulturnu integraciju.
Osim toga, mnogi istraživači razlikuju suradnički i kooperativni pristup grupnom učenju. Na primjer, Roschelle i Teasley (1995) tvrde da "kooperacija se postiže podjelom posla među sudionicima, kao aktivnost u kojoj je svaka osoba odgovorna za dio rješavanja problema", za razliku od suradnje koja uključuje "međusobno uključivanje sudionika u koordinirani napor da zajedno riješe problem".
Društvena tehnologija, posebno društveni mediji, pruža mogućnosti za učenje učenicima koje inače ne bi imali. Na primjer, pruža običnim učenicima priliku da budu u istoj prostoriji i dijele dijalog s istraživačima, političarima i aktivistima. To je moguće jer društveni mediji uklanjaju geografske barijere koje bi inače razdvajale ljude. Jednostavno rečeno, društveni mediji pružaju učenicima dosegnuće koje im pruža prilike i razgovore koji im omogućuju rast kao komunikatori.
Društvene tehnologije poput Twittera mogu pružiti učenicima arhivu besplatnih podataka koja se proteže kroz nekoliko desetljeća. Mnake učionice i odgojitelji već koriste ove besplatne resurse - na primjer, istraživači i odgojitelji na Sveučilištu Srednje Floride 2011. godine koristili su tweetove vezane uz izvanredne situacije poput uragana Irene kao podatkovne točke kako bi poučavali svoje studente programiranju podataka. Tehnologije društvenih medija također omogućuju instruktorima da pokažu studentima kako profesionalne mreže olakšavaju rad na tehničkoj razini.

### Preokrenuta učionica
Ovo je nastavna strategija u kojoj se računalno pomagano poučavanje integrira s nastavom u učionici. Studentima se daje osnovna bitna nastava, kao što su predavanja, prije nastave umjesto tijekom nastave. Nastavni sadržaj dostavlja se izvan učionice, često putem interneta. Dostava izvan učionice uključuje video prijenos, čitanje materijala, online rasprave i druge izvore. To oslobađa vrijeme učitelja u učionici kako bi se aktivnije uključili s učenicima. Neka istraživanja pokazuju da obrnuta nastava može poboljšati učinkovitost učenja učenika jer im omogućuje pristup bogatim obrazovnim resursima u bilo koje vrijeme i na bilo kojem mjestu.

## Tehnologije
Obrazovni mediji i alati mogu se koristiti za:
- podrška strukturiranju zadataka: pomoć oko toga kako izvršiti zadatak (postupci i procesi),
- pristup bazama znanja (pomoći korisniku pronaći potrebne informacije)
- alternativni oblici reprezentacije znanja (višestruke reprezentacije znanja, npr. video, audio, tekst, slika, podaci)

Trenutno se koristi mnogo vrsta fizičke tehnologije:  digitalni fotoaparati, video kamere, interaktivni alati za bijele ploče, dokument kamere, elektronički mediji i LCD projektori. Kombinacije ovih tehnika uključuju blogove, suradnički softver, ePortfolije i virtualne učionice.
Trenutni dizajn ovog tipa aplikacije uključuje evaluaciju putem alata za kognitivnu analizu koji omogućuju identifikaciju elemenata koji optimiziraju uporabu ovih platformi.

### Audio i video
Video tehnologija uključuje VHS kazete i DVD-ove, kao i on-demand i sinkronizirane metode putem digitalnog videa preko poslužitelja ili web opcija poput video prijenosa i web kamera. Videotelefonom možemo povezati govornike i druge stručnjake. Interaktivne digitalne videoigre koriste se u obrazovnim ustanovama K-12 i visokoškolskim ustanovama.
Radio nudi sinkrono obrazovno sredstvo dok streaming audio putem interneta s webcastima i podcastima može biti asinkrono. Mikrofoni u učionici, često bežični, omogućuju učenicima i učiteljima jasniju interakciju.
Screencasting omogućuje korisnicima da dijele zaslone izravno iz svog preglednika i postave videozapis na internet kako bi ga drugi gledatelji mogli izravno prenositi. Prezentator tako ima mogućnost pokazati svoje ideje i tijek misli umjesto da ih samo objašnjava kao jednostavan tekstualni sadržaj. U kombinaciji s audio i video zapisom, edukator može imitirati iskustvo individualnog rada u učionici. Učenici imaju mogućnost pauzirati i premotavati, te pregledavati gradivo u vlastitom ritmu, nešto što učionica uvijek ne može pružiti.
Web kamere i webcasting omogućili su stvaranje virtualnih učionica i virtualnih okruženja za učenje . Web kamere se također koriste za suzbijanje plagiranja i drugih oblika akademske neiskrenosti koja se može dogoditi u e-learning okruženju.

### Računala, tableti i mobilni uređaji
Kolegijalno učenje je pristup učenju temeljen na grupi u kojem su učenici međusobno angažirani na usklađen način kako bi postigli učenički cilj ili završili zadaću. S najnovijim razvojem tehnologije pametnih telefona, procesorske snage i mogućnosti pohrane modernih mobilnih uređaja omogućuju napredan razvoj i upotrebu aplikacija. Mnogi programeri aplikacija i stručnjaci za obrazovanje istražuju aplikacije za pametne telefone i tablete kao sredstvo za kolegijalno učenje.
Računala i tableti omogućuju učenicima i učiteljima pristup web stranicama, te aplikacijama. Mnogi mobilni uređaji podržavaju m-učenje .
Mobilni uređaji poput klikera i pametnih telefona mogu se koristiti za interaktivno povratno djelovanje publike. Mobilno učenje može pružiti podršku za provjeru vremena, postavljanje podsjetnika, preuzimanje radnih listova i čitanje uputa i priručnika.
Takvi uređaji poput iPada koriste se za pomoć djeci s invaliditetom (s oštećenjem vida ili s višestrukim teškoćama) u razvoju komunikacije, kao i za poboljšanje fiziološke aktivnosti, prema izvještaju o primjeni stimulacije.
Računala u obrzovnom okruženju pokazala su sklonost povećanju razine angažiranosti i znatiželje kada se koriste, uz pametne uređaje, u edukativne svrhe u učionicama. 

### Računala s jednom pločom i Internet stvari
Ugrađeni jednokomponentni računala i mikrokontroleri poput Raspberry Pi, Arduino i BeagleBone jednostavni su za programiranje; neki mogu pokretati Linux i povezivati se s uređajima poput senzora, zaslona, LED-ica i robotike. To su ekonomični računalni uređaji idealni za učenje programiranja koji rade s računalstvom u oblaku i Internetom stvari. Ovi uređaji dio su kulture stvaratelja (Maker kulture) koja potiče eksperimentiranje s elektronikom i programiranjem kako bi se postigla softverska i hardverska rješenja. Kultura stvaratelja znači da je dostupan velik broj obuka i podrške.

### Suradničko i socijalno učenje
Grupne web stranice, blogovi, wikiji i Twitter omogućuju učenicima i edukomogućuju učenicima i edukatorima objavljivanje misli, ideja i komentara na web stranici u interaktivnom okruženju za učenje. Društvene mreže su virtualne zajednice za ljude zainteresirane za određenu temu, gdje se mogu komunicirati glasom, chatom, porukama u stvarnom vremenu, video konferencijama ili blogovima. Nacionalna udruga školskih odbora otkrila je da je 96% učenika s pristupom internetu koristilo tehnologije društvenih mreža, a više od 50% komunicira online o školskim zadacima. Društvene mreže potiču suradnju i angažman te mogu biti motivacijsko sredstvo za samoučinkovitost među studentima.

### Računala s jednom pločom i Internet stvari
Ugrađena jednostruka računala i mikrokontroleri poput Raspberry Pi, Arduino i BeagleBone jednostavni su za programiranje, neki od njih mogu pokretati Linux i povezivati se s uređajima kao što su senzori, zaslone, LED-ovi i robotika. To su ekonomični računalni uređaji idealni za učenje programiranja, koji rade s računalstvom u oblaku i Internetom stvari. Ovi uređaji dio su kulture stvaratelja (Maker kulture) koja promiče eksperimentiranje s elektronikom i programiranjem kako bi se postigla softverska i hardverska rješenja. Kultura stvaratelja znači da postoji velika količina obuka i podrške dostupnih. (listopad 2015.). Još nedostaje brod — Arduino, Raspberry Pi i male ploče za izradu prototipova, a inženjersko obrazovanje ih treba (Istraživački rad) (Izvješće). Reserchgate.

### Bijele ploče
Postoje tri vrste bijelih ploča. Početne bijele ploče, analogne crnim pločama, datiraju iz kasnih 1950-ih. Izraz bijela ploča također se koristi metaforički za virtualne bijele ploče u kojima računalne softverske aplikacije simuliraju bijele ploče dopuštajući pisanje ili crtanje. Ovo je uobičajena značajka grupnog softvera za virtualne sastanke, suradnju i razmjenu izravnih poruka. Interaktivne ploče omogućuju učenicima i instruktorima da pišu na dodirnom ekranu. Oznaka zaslona može biti ili na praznoj bijeloj ploči ili na bilo kojem sadržaju zaslona računala. Ovisno o postavkama dopuštenja, ovo vizualno učenje može biti interaktivno i participativno, uključujući pisanje i manipuliranje slikama na interaktivnoj ploči.

### Virtualna učionica
Virtualno okruženje za učenje (VLE), također poznato kao platforma za učenje, simulira virtualnu učionicu ili sastanke istodobnim miješanjem nekoliko komunikacijskih tehnologija. Softver za web konferencije omogućuje studentima i instruktorima da međusobno komuniciraju putem web kamere, mikrofona i chata u stvarnom vremenu u grupnom okruženju. Sudionici mogu podići ruke, odgovarati na ankete ili rješavati testove. Učenici mogu koristiti bijelu ploču i emitirati zaslon kada im nastavnik da prava, koji postavljaju razine dopuštenja za tekstualne bilješke, prava mikrofona i kontrolu miša.
Virtualna učionica pruža mogućnost učenicima da primaju izravne upute od kvalificiranog učitelja u interaktivnom okruženju. Učenici mogu imati izravan i neposredan pristup svom instruktoru za trenutnu povratnu informaciju i smjernice. Virtualna učionica pruža strukturirani raspored nastave, što može biti od pomoći studentima kojima bi sloboda asinkronog učenja mogla biti neodoljiva. Osim toga, virtualna učionica pruža okruženje za društveno učenje koje replicira tradicionalnu učionicu "od cigle i žbuke". Većina aplikacija za virtualne učionice nudi značajku snimanja. Svaki razred se snima i pohranjuje na poslužitelju, što omogućuje trenutnu reprodukciju bilo kojeg razreda tijekom školske godine. Ovo može biti izuzetno korisno za studente da dohvate propušteno gradivo ili pregledaju koncepte za nadolazeći ispit. Roditelji i revizori imaju konceptualnu mogućnost nadgledanja svake učionice kako bi osigurali da su zadovoljni obrazovanjem koje učenik dobiva.
Osobito u visokom obrazovanju, virtualno okruženje za učenje (VLE) ponekad se kombinira s informacijskim sustavom za upravljanje (MIS) kako bi se stvorilo upravljano okruženje za učenje, u kojem se svim aspektima tečaja rukuje kroz dosljedno korisničko sučelje u cijeloj instituciji. Fizička sveučilišta i noviji online fakulteti nude odabir akademskih stupnjeva i programa stjecanja certifikata putem interneta. Neki programi zahtijevaju od učenika da pohađaju nastavu u kampusu ili usmjerenja, ali mnogi se izvode potpuno online. Nekoliko sveučilišta nudi online usluge podrške studentima, kao što su online savjetovanje i registracija, e-savjetovanje, online kupnja udžbenika, studentska vlada i studentske novine.
Zbog pandemije COVID-19 mnoge su škole bile prisiljene preseliti se na internet. Od travnja 2020. procjenjuje se da 90% zemalja s visokim dohotkom nudi online učenje, a samo 25% zemalja s niskim dohotkom nudi isto.

#### Proširena stvarnost
Proširena stvarnost (AR) pruža učenicima i nastavnicima mogućnost stvaranja slojeva digitalnih informacija, uključujući virtualne svjetove i elemente stvarnog svijeta, za interakciju u stvarnom vremenu.
AR tehnologija igra važnu ulogu u budućnosti učionice u kojoj se ljudska/AI koorkestracija odvija besprijekorno. Učenici bi se dinamički prebacivali između individualnog i suradničkog učenja, na temelju vlastitog tempa učenja, dok bi učitelji uz pomoć AR-a nadzirali učionicu i osiguravali potrebne intervencije u slučajevima kada računalni sustavi još nisu dizajnirani za to. U ovoj viziji, uloga tehnologije je poboljšati, a ne zamijeniti, sposobnosti ljudskih učitelja.

### Učenje sustava za upravljanje
Sustav za upravljanje učenjem (LMS) je softver koji se koristi za pružanje, praćenje i upravljanje obukom i obrazovanjem. Prati podatke o pohađanju nastave, vremenu na zadatku i napretku učenika. Edukatori mogu objavljivati najave, ocjenjivati zadatke, provjeravati aktivnosti tečaja i sudjelovati u raspravama na času. Učenici mogu predati svoje radove, čitati i odgovarati na pitanja za raspravu i rješavati kvizove. LMS može dopustiti nastavnicima, administratorima i studentima te dopustiti dodatnim stranama (kao što su roditelji, ako je prikladno) da prate različite metrike. LMS se kreću od sustava za upravljanje zapisima o obuci/obrazovanju do softvera za distribuciju tečajeva putem Interneta i nuđenje značajki za online suradnju. Stvaranje i održavanje sveobuhvatnog sadržaja učenja zahtijeva značajna početna i stalna ulaganja u ljudski rad. Učinkovito prevođenje na druge jezike i kulturne kontekste zahtijeva još više ulaganja stručnog osoblja.
Internetski sustavi za upravljanje učenjem uključuju Canvas, Blackboard Inc. i Moodle. Ove vrste LMS-a omogućuju edukatorima da pokrenu sustav učenja djelomično ili potpuno online, asinkrono ili sinkrono. Sustavi za upravljanje učenjem također nude nelinearnu prezentaciju sadržaja i ciljeva kurikuluma, dajući učenicima izbor tempa i redoslijeda naučenih informacija. Blackboard se može koristiti za K-12 obrazovanje, visoko obrazovanje, poslovnu i vladinu suradnju. Moodle je sustav za upravljanje tečajevima otvorenog koda koji se može besplatno preuzeti i nudi mogućnosti kombiniranog učenja kao i platforme za tečajeve učenja na daljinu .

#### Sustav za upravljanje sadržajem učenja
Sustav za upravljanje sadržajem učenja (LCMS) je softver za autorski sadržaj (tečajevi, objekti sadržaja za višekratnu upotrebu). LCMS može biti isključivo posvećen proizvodnji i objavljivanju sadržaja koji se nalazi na LMS-u ili može biti domaćin samog sadržaja. Specifikacija Odbora za obuku temeljenu na računalima zrakoplovne industrije (AICC) pruža podršku za sadržaj koji se hostira odvojeno od LMS-a.
Nedavni trend u LCMS-ovima je rješavanje ovog problema kroz crowdsourcing (usp. SlideWiki ).

#### Ocjenjivanje uz pomoć računala
Računalno potpomognuto ocjenjivanje ( e-ocjenjivanje ) kreće se od automatiziranih testova višestrukog izbora do sofisticiranijih sustava. S nekim sustavima, povratne informacije mogu biti usmjerene prema učenikovim specifičnim pogreškama ili računalo može voditi učenika kroz niz pitanja prilagođavajući se onome što učenik izgleda da je naučio ili nije naučio. Formativno ocjenjivanje izdvaja netočne odgovore, a ta pitanja zatim objašnjava nastavnik. Učenik zatim vježba s malim varijacijama izdvojenih pitanja. Proces se dovršava sumativnim ocjenjivanjem pomoću novog skupa pitanja koja pokrivaju samo teme koje su se prethodno podučavale.

#### Sustav upravljanja obukom
Sustav za upravljanje obukom ili sustav za upravljanje resursima obuke je softver osmišljen za optimizaciju upravljanja obukom koju vode instruktori. Sličan sustavima za upravljanje poslovnim resursima (ERP), to je pomoćni uredski alat koji ima za cilj pojednostaviti svaki aspekt procesa obuke: planiranje (planiranje obuke i procjena proračuna), logistika (raspored i upravljanje resursima), financije (praćenje troškova, profitabilnost), izvješćivanje te prodaja za pružatelje obuke u komercijalne svrhe. Sustav za upravljanje obukom može se koristiti za raspoređivanje instruktora, prostora i opreme putem grafičkih rasporeda, optimizaciju iskorištenosti resursa, izradu plana obuke i praćenje preostalih proračuna, generiranje izvješća i dijeljenje podataka između različitih timova.
Dok su sustavi za upravljanje obukom usmjereni na upravljanje obukom koju vode instruktori, oni mogu dovršiti LMS. U ovoj situaciji, LMS će upravljati isporukom i ocjenjivanjem e-učenja, dok će sustav za upravljanje obukom upravljati ILT-om i planiranjem budžeta, logistikom i izvješćivanjem u pozadinskom uredu.

## Standardi i ekosustav

### Sadržaj
Pitanja arhitekture sadržaja i dizajna uključuju pedagogiju i ponovnu upotrebu predmeta učenja. Jedan pristup promatra pet aspekata:
- Činjenica – jedinstveni podaci (npr. simboli za Excel formulu ili dijelovi koji čine cilj učenja )
- Koncept – kategorija koja uključuje više primjera (npr Excel formule ili različite vrste/teorije dizajna nastave )
- Proces – tok događaja ili aktivnosti (npr. kako proračunska tablica radi ili pet faza u ADDIE)
- Procedura – zadatak korak po korak (npr. unos formule u proračunsku tablicu ili koraka koje treba slijediti unutar faze u ADDIE)
- Strateško načelo – zadatak koji se izvodi prilagodbom smjernica (npr. izrada financijske projekcije u proračunskoj tablici ili korištenje okvira za dizajniranje okruženja za učenje)

#### Pedagoški elementi
Pedagoški elementi definirani su kao strukture ili jedinice obrazovnog materijala. To je obrazovni sadržaj koji se treba dostaviti. Ove jedinice su neovisne o formatu, što znači da iako se jedinica može dostaviti na različite načine, sami pedagoški elementi nisu udžbenik, web stranica, video konferencija, podcast, lekcija, zadatak, pitanje s višestrukim izborom, kviz, grupa za raspravu ili studija slučaja, sve od navedenih mogućih metoda dostave.

### Standardi predmeta učenja
Mnogo je truda uloženo u tehničku ponovnu upotrebu elektronički temeljenih nastavnih materijala, a posebno u stvaranje ili ponovnu upotrebu objekata učenja. To su samostalne jedinice koje su pravilno označene ključnim riječima ili drugim metapodacima i često pohranjene u formatu XML datoteke. Stvaranje tečaja zahtijeva sastavljanje niza objekata učenja. Postoje i vlasnički i otvoreni, nekomercijalni i komercijalni, recenzirani repozitoriji objekata učenja kao što je Merlot repozitorij. Referentni model objekta dijeljenog sadržaja (SCORM) zbirka je standarda i specifikacija koje se primjenjuju na određeno e-učenje temeljeno na webu. Ostale specifikacije, kao što je Schools Interoperability Framework, dopuštaju prijenos objekata učenja ili kategorizaciju metapodataka (LOM).

### Umjetna inteligencija
Kako umjetna inteligencija (AI) postaje sve istaknutija u ovo doba velikih podataka, također je naširoko prihvaćena u učionicama K-12. Jedna istaknuta klasa obrazovne tehnologije poboljšane umjetnom inteligencijom su inteligentni sustavi podučavanja (ITS), dizajnirani za pružanje neposrednih i personaliziranih povratnih informacija učenicima. Poticaj za razvoj ITS-a dolazi iz obrazovnih studija koje pokazuju da je individualno podučavanje puno učinkovitije od grupnog podučavanja, uz potrebu promicanja učenja u većoj mjeri. Tijekom godina, kombinacija teorija kognitivne znanosti i tehnika vođenih podacima uvelike je poboljšala mogućnosti ITS-a, dopuštajući mu da modelira širok raspon karakteristika učenika, kao što su znanje, utjecaj, izvan zadatka ponašanje i okretanje kotača. Postoji dovoljno dokaza da su ITS-ovi vrlo učinkoviti u pomaganju učenicima pri učenju. ITS-ovi se mogu koristiti za držanje učenika u zoni proksimalnog razvoja (ZPD): prostor u kojem učenici mogu učiti uz vodstvo. Takvi sustavi mogu voditi učenike kroz zadatke malo iznad njihove razine sposobnosti.
Nedavni radovi također su usmjereni na razvoj alata za učenje poboljšanih umjetnom inteligencijom koji podupiru ljudske učitelje u koordinaciji aktivnosti u učionici. Učitelj može podržati učenike na način na koji umjetna inteligencija ne može, ali nije u stanju obraditi veliku količinu analitičkih podataka u stvarnom vremenu koje pruža računalni sustav. S druge strane, umjetna inteligencija može podijeliti radno opterećenje i preporučiti najbolji način djelovanja (npr. ukazivanjem na to koji učenici trebaju najviše pomoći), ali može djelovati samo u unaprijed navedenoj domeni i ne može se nositi sa zadacima kao što je pružanje emocionalne podrške ili dopunske nastave učenicima u potrebi. Međutim, postojeći sustavi dizajnirani su pod pretpostavkom da učenici napreduju istim tempom. Razumijevanje kako podržati učitelje u realističnoj, visokodiferenciranoj učionici s vlastitim tempom ostaje otvoren istraživački problem.

## Postavke i sektori

### Predškolski
Različiti oblici elektroničkih medija mogu biti obilježje predškolskog života.  Iako roditelji navode pozitivno iskustvo, učinak takve uporabe nije sustavno procijenjen.
Dob u kojoj će dijete početi koristiti određenu tehnologiju poput mobitela ili računala može ovisiti o usklađivanju tehnoloških resursa s razvojnim sposobnostima primatelja, poput dobno predviđenih faza koje je označio švicarski psiholog Jean Piaget.Kao parametri za odabir medija sugerirani su prikladnost za dob, usklađenost s traženim vrijednostima te istovremeni aspekti zabave i obrazovanja.
Na predškolskoj razini tehnologija se može uvesti na nekoliko načina. Najosnovnije je korištenje računala, tableta te audio i video izvora u učionicama. Osim toga, roditeljima i nastavnicima na raspolaganju su mnogi resursi za upoznavanje male djece s tehnologijom ili za korištenje tehnologije za proširenje lekcija i poboljšanje učenja. Neke opcije koje su primjerene njihovoj dobi su video- ili audiosnimanje njihovih kreacija, upoznavanje s korištenjem interneta putem pregledavanja web stranica primjerenih njihovoj dobi, pružanje pomoćne tehnologije koja djeci s invaliditetom omogućuje sudjelovanje s ostalim vršnjacima, obrazovne aplikacije, elektroničke knjige i obrazovni videozapisi. Postoji mnogo besplatnih i plaćenih obrazovnih web stranica i aplikacija koje su izravno usmjerene na obrazovne potrebe djece predškolske dobi. To uključuje Starfall, ABC mouse, PBS Kids Video, Teach me i Montessori križaljke. Obrazovna tehnologija u obliku elektroničkih knjiga [109] djeci predškolske dobi nudi mogućnost pohranjivanja i dohvaćanja nekoliko knjiga na jednom uređaju, spajajući tako tradicionalnu radnju čitanja uz korištenje obrazovne tehnologije. Također se smatra da obrazovna tehnologija poboljšava koordinaciju ruke i oka, jezične vještine, vizualnu pažnju i motivaciju za dovršavanje obrazovnih zadataka, te omogućuje djeci da iskuse stvari koje inače ne bi.  Postoji nekoliko ključeva za što edukativniju upotrebu uvođenja tehnologije na predškolskoj razini: tehnologija se mora koristiti na odgovarajući način, treba omogućiti pristup mogućnostima učenja, treba uključiti interakciju roditelja i drugih odraslih s djecom predškolske dobi i treba biti primjereno razvoju. Omogućavanje pristupa mogućnostima učenja, posebno za omogućavanje djeci s teškoćama u razvoju da imaju pristup prilikama za učenje, davanje dvojezičnoj djeci prilike za komunikaciju i učenje na više od jednog jezika, donošenje više informacija o STEM predmetima i donošenje slika različitosti koje možda nedostaju u neposrednoj okolini djeteta.
Kodiranje također postaje dio nastavnog plana i programa ranog učenja, a djeca predškolske dobi mogu imati koristi od iskustava koja uče vještine kodiranja čak i na način bez ekrana. Postoje aktivnosti i igre koje podučavaju praktične vještine kodiranja koje učenike pripremaju za koncepte kodiranja s kojima će se susresti i koristiti u budućnosti. 

### Primarno i sekundarno
E-učenje koriste javne K–12 škole u Sjedinjenim Državama, kao i privatne škole. Neka okruženja za e-učenje odvijaju se u tradicionalnoj učionici; drugi dopuštaju učenicima da pohađaju nastavu od kuće ili s drugog mjesta. Postoji nekoliko država koje koriste virtualne školske platforme za e-učenje diljem zemlje, a njihov porast je u stalnom porastu. Virtualna škola omogućuje učenicima prijavu na tečajeve sinkronog učenja ili asinkronog učenja gdje god postoji internetska veza.
E-učenje sve više koriste učenici koji možda ne žele ići u tradicionalne fizičke škole zbog ozbiljnih alergija ili drugih medicinskih problema, straha od školskog nasilja i školskog maltretiranja te učenici čiji bi roditelji željeli školovanje kod kuće, ali to čine ne osjećati se kvalificirano. Mrežne škole stvaraju utočište za učenike u kojima mogu dobiti kvalitetno obrazovanje dok gotovo u potpunosti izbjegavaju te uobičajene probleme. Online čarter škole također često nisu ograničene lokacijom, razinom prihoda ili veličinom razreda na način na koji jesu fizičke čarter škole.
E-učenje također raste kao dodatak tradicionalnoj učionici. Učenici s posebnim talentima ili interesima izvan dostupnih nastavnih planova i programa koriste e-učenje kako bi unaprijedili svoje vještine ili premašili ograničenja razreda. Neke internetske ustanove povezuju studente s instruktorima putem tehnologije web konferencija kako bi formirale digitalnu učionicu.
Nacionalne privatne škole također su dostupne online. One omogućuju prednosti e-učenja učenicima u državama gdje nisu dostupne online škole koje su javne. Također, učenicima možda omogućuju veću fleksibilnost i izuzeće od državnih testiranja. Neke od tih škola dostupne su na srednjoškolskoj razini i nude pripremne tečajeve za fakultet učenicima.
Virtualno obrazovanje u K-12 školovanju često se odnosi na virtualne škole, au visokom obrazovanju na virtualna sveučilišta. Virtualne škole su "cyber charter škole " s inovativnim administrativnim modelima i tehnologijom izvođenja tečajeva.
Čini se da je obrazovna tehnologija također zanimljiva metoda za uključivanje darovitih mladih koji su nedovoljno stimulirani u svom trenutnom obrazovnom programu. To se može postići izvanškolskim programima ili čak tehnološki integriranim nastavnim planovima i programima, na primjer: integrirani tečajevi virtualne stvarnosti (VRIC) mogu se razviti za bilo koji tečaj kako bi im se pružila takva stimulacija. Integrirani tečajevi 3D ispisa (3dPIC) također mogu mladima pružiti stimulaciju koja im je potrebna na njihovom obrazovnom putu. Projekt SEUR Université de Montréal u suradnji s Collège Mont-Royal i La Variable intenzivno razvija ovo područje.

### Više obrazovanje
Mrežni upisi na fakultete bilježe porast od 29% s gotovo jednom trećinom svih studenata, ili procijenjenih 6,7 milijuni učenika trenutno su upisani u online nastavu. Godine 2009. 44% studenata nakon srednje škole u SAD-u slušalo je neke ili sve svoje tečajeve online, što je bilo predviđeno da će porasti na 81% do 2014.
Iako sada veliki dio profitnih visokoškolskih ustanova nudi online tečajeve, samo otprilike polovica privatnih neprofitnih škola to čini. Privatne ustanove mogle bi se više uključiti u online prezentacije kako bi se smanjili troškovi. Također je važno zaposliti adekvatno osposobljeni kadar za rad s učenicima online. Ti članovi osoblja moraju razumjeti područje sadržaja, ali također moraju biti visoko obučeni za korištenje računala i interneta. Online obrazovanje brzo raste, čak su razvijeni i online doktorski programi na vodećim istraživačkim sveučilištima.
Iako masovni otvoreni online tečajevi (MOOC) mogu imati ograničenja koja ih onemogućuju da u potpunosti zamijene fakultetsko obrazovanje, takvi su se programi značajno proširili. MIT, Stanford i Sveučilište Princeton nude nastavu globalnoj publici, ali ne za fakultetske bodove. Programi na sveučilišnoj razini, poput edX-a koji su osnovali Massachusetts Institute of Technology i Harvard University, nude širok raspon disciplina bez naknade, dok drugi studentima dopuštaju besplatnu reviziju tečaja, ali zahtijevaju malu naknadu za akreditaciju. MOOC-ovi nisu imali značajan utjecaj na visoko obrazovanje i smanjili su se nakon početnog širenja, ali očekuje se da će ostati u nekom obliku. U posljednje vrijeme MOOC-ove koriste manja sveučilišta kako bi se profilirala s visoko specijaliziranim tečajevima za publiku s posebnim interesima, kao na primjer u tečaju o tehnološkoj usklađenosti privatnosti.
Uočeno je da MOOC-ovi gube većinu polaznika svojih početnih tečajeva. U studiji koju su provela sveučilišta Cornell i Stanford, stope studenata koji su napustili MOOC tečajeve pripisane su anonimnosti učenika, samoći iskustva učenja i nedostatku interakcije s vršnjacima i učiteljima. Učinkovite mjere uključivanja učenika koje smanjuju napuštanje studija su interakcije na forumu i virtualna prisutnost nastavnika ili pomoćnika u nastavi - mjere koje izazivaju troškove osoblja koji rastu s brojem učenika koji sudjeluju.

### Korporativno i profesionalno
Tvrtke koriste e-učenje za pružanje obvezne obuke o usklađenosti i ažuriranja za usklađenost s propisima, mekih vještina i IT vještina, kontinuiranog profesionalnog razvoja (CPD) i drugih vrijednih vještina na radnom mjestu. Tvrtke s raširenim distribucijskim lancima koriste e-učenje za isporuku informacija o najnovijem razvoju proizvoda. Većina korporativnog e-učenja je asinkrona te se isporučuje i upravlja putem sustava za upravljanje učenjem . Veliki izazov u korporativnom e-učenju je angažirati osoblje, posebno u temama usklađenosti za koje je zakonom ili propisima propisana periodična obuka osoblja.

### Vlada i javnost
Postoji važna potreba da najnovije, pouzdane i visokokvalitetne zdravstvene informacije budu dostupne javnosti, kao iu sažetom obliku za pružatelje javnih zdravstvenih usluga. Pružatelji su ukazali na potrebu za automatskim obavještavanjem o najnovijim istraživanjima, jedinstvenim pretraživim portalom informacija i pristupom sivoj literaturi . Knjižnicu za zdravlje majke i djeteta (MCH) financira Američki ured za zdravlje majke i djeteta kako bi pregledao najnovija istraživanja i razvio automatske obavijesti pružateljima putem MCH upozorenja. Druga primjena u javnom zdravstvu je razvoj mHealtha (korištenje mobilnih telekomunikacija i multimedije u globalnom javnom zdravstvu). MHealth se koristi za promicanje prenatalnih usluga i usluga za novorođenčad, s pozitivnim rezultatima. Osim toga, "zdravstveni sustavi implementirali su mHealth programe za olakšavanje hitnih medicinskih odgovora, podršku na mjestu skrbi, promicanje zdravlja i prikupljanje podataka." U zemljama s niskim i srednjim dohotkom mHealth se najčešće koristi kao jednosmjerne tekstualne poruke ili telefonski podsjetnici za promicanje pridržavanja liječenja i prikupljanje podataka.

## Prednosti
Učinkovito korištenje tehnologije istovremeno primjenjuje višestruke strategije utemeljene na dokazima (npr. prilagodljivi sadržaj, često testiranje, trenutna povratna informacija, itd.), kao i učinkoviti učitelji. Korištenje računala ili drugih oblika tehnologije može učenicima pružiti praksu temeljnog sadržaja i vještina, dok nastavnik može raditi s drugima, provoditi ocjenjivanje ili obavljati druge zadatke. Korištenjem obrazovne tehnologije, obrazovanje se može individualizirati za svakog učenika, što omogućuje bolju diferencijaciju i dopušta učenicima da rade na usavršavanju vlastitim tempom.
Suvremena obrazovna tehnologija može poboljšati pristup obrazovanju, uključujući programe pune diplome.   Omogućuje bolju integraciju za studente koji nisu redoviti, posebno u kontinuiranom obrazovanju,  i poboljšana interakcija između učenika i instruktora. Materijali za učenje mogu se koristiti za učenje na daljinu i dostupni su široj publici. Materijali tečaja lako su dostupni. U 2010. godini 70,3% američkih obiteljskih kućanstava imalo je pristup internetu. U 2013., prema Kanadskoj radio-televiziji i Komisiji za telekomunikacije Kanada, 79% domova ima pristup internetu.  Učenici mogu pristupiti brojnim mrežnim resursima i koristiti ih kod kuće. Korištenje mrežnih izvora može pomoći učenicima da provedu više vremena na određenim aspektima onoga što možda uče u školi, ali kod kuće. Škole poput Massachusetts Institute of Technology (MIT) učinile su određene materijale za tečajeve besplatnima na internetu. Iako se korištenjem ovih izvora propuštaju neki aspekti učionice, oni su korisni alati za dodavanje dodatne podrške obrazovnom sustavu. Ukida se potreba plaćanja prijevoza do obrazovne ustanove.
Studenti cijene pogodnost e-učenja, ali navode veći angažman u okruženjima za učenje licem u lice. Visoke škole i sveučilišta rade na rješavanju ovog problema korištenjem WEB 2.0 tehnologija kao i uključivanjem više mentorstva između studenata i članova fakulteta.
Prema Jamesu Kuliku, koji proučava učinkovitost računala koja se koriste za nastavu, učenici obično nauče više u manje vremena kada pohađaju nastavu temeljenu na računalu, te više vole nastavu i razvijaju pozitivnije stavove prema računalima u nastavi temeljenoj na računalu. Učenici mogu samostalno rješavati zadatke. Ne postoje intrinzična dobna ograničenja na razinu težine, tj. učenici mogu ići vlastitim tempom. Učenici koji uređuju svoje pisane radove u programima za obradu teksta poboljšavaju kvalitetu svog pisanja. Prema nekim istraživanjima učenici su bolji u kritiziranju i uređivanju pisanih radova koji se razmjenjuju putem računalne mreže s učenicima koje poznaju. Studije provedene u "kompjuterski intenzivnim" okruženjima otkrile su porast u učenju usmjerenom na učenika, kooperativnom i višem učenju, vještinama pisanja, rješavanju problema i korištenju tehnologije. Osim toga, poboljšavaju se i stavovi roditelja, učenika i učitelja prema tehnologiji kao alatu za učenje.
Prihvaćanje online obrazovanja od strane poslodavaca s vremenom je poraslo. Više od 50% menadžera ljudskih resursa koje je SHRM ispitao za izvješće iz kolovoza 2010. reklo je da ako se dva kandidata s istom razinom iskustva prijavljuju za posao, ne bi imalo nikakvog učinka je li kandidat stekao diplomu putem interneta ili tradicionalna škola. Sedamdeset devet posto reklo je da su zaposlili kandidata s online diplomom u posljednjih 12 mjeseci. Međutim, 66% je reklo da se na kandidate koji steknu diplome online ne gleda tako pozitivno kao na kandidate za posao s tradicionalnim diplomama.
Korištenje obrazovnih aplikacija općenito ima pozitivan učinak na učenje. Testovi prije i nakon testiranja otkrili su da korištenje obrazovnih aplikacija na mobilnim uređajima smanjuje prazninu u postignućima između problematičnih i prosječnih učenika. Neke obrazovne aplikacije poboljšavaju grupni rad dopuštajući učenicima primanje povratnih informacija o odgovorima i promičući suradnju u rješavanju problema. Prednosti učenja potpomognutog aplikacijama pokazane su u svim dobnim skupinama. Učenici vrtića koji koriste iPade pokazuju mnogo veće stope pismenosti od onih koji ih ne koriste. Studenti medicine na kalifornijskom sveučilištu Irvine koji su koristili iPad za akademske potrebe postigli su 23% više bodova na nacionalnim ispitima nego u prethodnim razredima koji nisu.

## Nedostaci
Globalno, čimbenici kao što su upravljanje promjenama, zastarjelost tehnologije i partnerstvo dobavljača programera glavna su ograničenja koja koče rast tržišta obrazovne tehnologije.
U SAD-u, državna i savezna vlada povećale su financiranje, kao i privatni rizični kapital, teče u obrazovni sektor. Međutim, as of 2013, nitko nije gledao povrat ulaganja u tehnologiju (ROI) kako bi povezao troškove tehnologije s poboljšanim rezultatima učenika.
Nove tehnologije često su popraćene nerealnim napuhavanjem i obećanjima u vezi s njihovom transformativnom snagom da promijene obrazovanje na bolje ili da omoguće bolje obrazovne prilike da dopru do masa. Primjeri uključuju nijemi film, radio i televiziju, od kojih nijedan nije zadržao puno uporišta u svakodnevnoj praksi mainstreama, formalnog obrazovanja. Tehnologija, sama po sebi, ne dovodi nužno do temeljnih poboljšanja obrazovne prakse. Fokus treba biti na interakciji učenika s tehnologijom—ne na samoj tehnologiji. Treba ga prepoznati kao "ekološki", a ne kao "aditivni" ili "subtraktivni". U ovoj ekološkoj promjeni, jedna značajna promjena će stvoriti potpunu promjenu.
Prema Branfordu i dr., "tehnologija ne jamči učinkovito učenje", a neprikladna uporaba tehnologije može ga čak i omesti. Studija o vokabularu dojenčadi Sveučilišta u Washingtonu pokazuje da ono opada zbog obrazovnih DVD-ova za bebe. Studija Sveučilišta Washington iz 2007. o rječniku beba, objavljena u Journal of Pediatrics, ispitala je više od 1000 roditelja u Washingtonu i Minnesoti. Studija je otkrila da za svaki sat tijekom kojeg su bebe u dobi od 8 do 16 mjeseci gledale DVD-ove i video zapise, znale 6-8 manje uobičajenih dječjih riječi od 90 riječi od beba koje ih nisu gledale. Andrew Meltzoff, ispitivač u ovoj studiji, navodi da rezultat ima smisla, da ako se bebino "vrijeme uzbune" provodi ispred DVD-a i TV-a, umjesto dok ljudi govore, bebe neće imati isto jezično iskustvo. Dimitri Chistakis, drugi istraživač izvijestio je da je sve više dokaza da DVD-ovi za bebe nemaju nikakvu vrijednost i da mogu biti štetni.
Prilagodljivi nastavni materijali prilagođavaju pitanja sposobnostima svakog učenika i izračunavaju njihove bodove, ali to potiče učenike na individualni rad, a ne na društveni ili zajednički rad (Kruse, 2013.). Društveni odnosi su važni, ali visokotehnološka okruženja mogu ugroziti ravnotežu povjerenja, brige i poštovanja između učitelja i učenika.
Masovni otvoreni online tečajevi (MOOC), iako prilično popularni u raspravama o tehnologiji i obrazovanju u razvijenim zemljama (više u SAD-u), nisu glavna briga u većini zemalja u razvoju ili zemalja s niskim prihodima. Jedan od navedenih ciljeva MOOC-a je pružiti manje sretnoj populaciji (tj. u zemljama u razvoju) priliku da iskuse tečajeve sa sadržajem i strukturom u američkom stilu. Međutim, istraživanja pokazuju da je samo 3% prijavljenih iz zemalja s niskim prihodima, i iako mnogi tečajevi imaju tisuće registriranih studenata, samo 5-10% njih završi tečaj.   To se može pripisati nedostatku podrške osoblja, težini tečaja i niskoj razini angažmana s kolegama. MOOC-ovi također impliciraju da su određeni kurikulum i nastavne metode superiorni, a to bi na kraju moglo preplaviti (ili možda ukinuti) lokalne obrazovne institucije, kulturne norme i obrazovne tradicije.
S internetom i društvenim mrežama korištenje obrazovnih aplikacija čini učenike vrlo osjetljivima na ometanje i skretanje s puta. Iako se pokazalo da pravilna uporaba povećava učinak učenika, ometanje bi bilo štetno. Drugi nedostatak je povećana mogućnost varanja. Jedna se metoda provodi stvaranjem više računa za anketna pitanja i prikupljanje informacija koje se mogu asimilirati tako da glavni račun može ispuniti točne odgovore. Pametne telefone je vrlo lako sakriti i neprimjetno koristiti, pogotovo ako je njihovo korištenje normalizirano u učionici. Tim se nedostacima može upravljati strogim pravilima i propisima o korištenju mobilnog telefona.
Nedostatak e-učenja je to što može uzrokovati depresiju, prema studiji provedenoj tijekom karantene COVID-19 2021.

### Pretjerana stimulacija
Elektronički uređaji kao što su mobilni telefoni i računala olakšavaju brzi pristup nizu izvora, od kojih svaki može dobiti površnu pozornost. Michel Rich, izvanredni profesor na Medicinskom fakultetu Harvard i izvršni direktor centra za medije i zdravlje djece u Bostonu, rekao je o digitalnoj generaciji: "Njihov mozak nije nagrađen za zadržavanje na zadatku, već za skakanje na sljedeću stvar. Brige je u tome što odgajamo generaciju djece pred ekranima čiji će mozgovi biti drugačije povezani." Učenici su se uvijek suočavali s ometanjima; računala i mobiteli poseban su izazov jer tok podataka može ometati fokusiranje i učenje. Iako te tehnologije utječu i na odrasle, mladi ljudi mogu biti pod većim utjecajem jer se njihovi mozgovi u razvoju lako mogu naviknuti na mijenjanje zadataka i odviknuti se od zadržavanja pažnje. Previše informacija koje dolaze prebrzo mogu potisnuti razmišljanje.
Tehnologija "brzo i duboko mijenja naše mozgove". Visoke razine izloženosti stimuliraju promjenu moždanih stanica i oslobađaju neurotransmitere, što uzrokuje jačanje nekih živčanih puteva i slabljenje drugih. To dovodi do povećanih razina stresa u mozgu koje isprva povećavaju razinu energije, ali s vremenom zapravo povećavaju pamćenje, oštećuju kogniciju, dovode do depresije i mijenjaju neuronske sklopove hipokampusa, amigdale i prefrontalnog korteksa. To su mođdane regije koje kontroliraju raspoloženje i misli. Ako se ne kontrolira, temeljna struktura mozga mogla bi se promijeniti.  Pretjerana stimulacija zbog tehnologije može početi prerano. Kada su djeca izložena prije sedme godine, važni razvojni zadaci mogu biti odgođeni i mogu se razviti loše navike učenja, što "djecu uskraćuje istraživanje i igru koju trebaju razviti". Medijska psihologija novo je specijalno područje koje obuhvaća elektroničke uređaje i osjetilna ponašanja koja se javljaju korištenjem obrazovne tehnologije u učenju.

### Sociokulturna kritika
Prema Laiju, "okolina za učenje složen je sustav u kojem međuigra i interakcija mnogih stvari utječu na ishod učenja." Kada se tehnologija unese u obrazovno okruženje, promjene pedagoškog okruženja u nastavi vođenoj tehnologijom mogu promijeniti cjelokupno značenje aktivnosti bez odgovarajuće istraživačke validacije. Ako tehnologija monopolizira neku aktivnost, učenici mogu početi razvijati osjećaj da bi "život teško bio zamisliv bez tehnologije".
Leo Marx smatrao je riječ "tehnologija" problematičnom, podložnom reifikaciji i "fantomskoj objektivnosti", koja prikriva svoju temeljnu prirodu kao nešto što je vrijedno samo onoliko koliko je korisno ljudskom stanju. Tehnologija se u konačnici svodi na to da utječe na odnose među ljudima, no taj se pojam zamagljuje kada se tehnologija tretira kao apstraktan pojam lišen dobra i zla. Langdon Winner iznosi sličnu tvrdnju tvrdeći da nas nerazvijenost filozofije tehnologije ostavlja s pretjerano pojednostavljenim reduciranjem našeg diskursa na navodno dihotomne pojmove "stvaranja" naspram "uporabe" novih tehnologija te da uski fokus na "uporaba" nas navodi da vjerujemo da su sve tehnologije neutralne u moralnom položaju. :ix–39 Ove kritike ne bi nas navele da se zapitamo: "Kako možemo maksimizirati ulogu ili napredak tehnologije u obrazovanju?", nego, radije, "Koje su društvene i ljudske posljedice usvajanja bilo koje određene tehnologije?"

Winner je na tehnologiju gledao kao na "oblik života" koji ne samo da pomaže ljudskoj aktivnosti, već predstavlja i moćnu silu u preoblikovanju te aktivnosti i njezina značenja. :ix–39 Na primjer, korištenje robota na industrijskom radnom mjestu može povećati produktivnost, ali oni također radikalno mijenjaju sam proces proizvodnje, redefinirajući ono što se podrazumijeva pod "radom" u takvom okruženju. U obrazovanju je standardizirano testiranje nedvojbeno redefiniralo pojmove učenja i ocjenjivanja. Rijetko eksplicitno razmišljamo o tome koliko je čudna ideja da broj između, recimo, 0 i 100 može točno odraziti nečije znanje o svijetu. Prema Winneru, obrasci koji se ponavljaju u svakodnevnom životu postaju nesvjestan proces koji naučimo uzimati zdravo za gotovo. Winner piše,
Daleko, najveća širina izbora postoji kada se prvi put uvede određeni instrument, sustav ili tehnika. Budući da izbori imaju tendenciju da postanu čvrsto fiksirani u materijalnoj opremi, ekonomskim ulaganjima i društvenim navikama, izvorna fleksibilnost nestaje za sve praktične svrhe nakon što se preuzmu početne obveze. U tom su smislu tehnološke inovacije slične zakonodavnim djelima ili političkim saznanjima koje uspostavljaju okvir za javni poredak koji će trajati kroz mnoge generacije. (str. 29)
Prilikom usvajanja novih tehnologija, možda postoji jedna najbolja prilika da se napravi ispravno. Seymour Papert (str. 32) ističe dobar primjer (lošeg) izbora koji je postao čvrsto fiksiran u društvenim navikama i materijalnoj opremljenosti: naš "izbor" da koristimo QWERTY tipkovnicu. QWERTY raspored slova na tipkovnici izvorno je odabran, ne zato što je bio najučinkovitiji za tipkanje, već zato što su prvi pisaći strojevi bili skloni zaglavljivanju kada su se susjedne tipke brzo pritiskale. Sada kada je tipkanje postalo digitalni proces, to više nije problem, ali QWERTY raspored živi kao društvena navika koju je vrlo teško promijeniti.

Neil Postman podržava ideju da tehnologija utječe na ljudske kulture, uključujući i kulturu učionica, i smatra da je to važnije razmatranje od samog razmatranja učinkovitosti nove tehnologije kao sredstva za poučavanje. Što se tiče utjecaja računala na obrazovanje, Postman piše (str. 19):
Ono što trebamo uzeti u obzir o računalu nema nikakve veze s njegovom učinkovitošću kao nastavnog sredstva. Moramo znati na koje načine ona mijenja našu koncepciju učenja i kako u kombinaciji s televizijom potkopava staru ideju škole.
Postoji pretpostavka da je tehnologija fundamentalno zanimljiva pa mora biti od pomoći u obrazovanju; na temelju istraživanja Daniela Willinghama, to nije uvijek slučaj. On tvrdi da nije u potpunosti važno koji je tehnološki medij, već je li sadržaj privlačan i koristi li medij na koristan način.

#### Digitalna podjela
Koncept digitalne podjele je podjela između onih koji imaju pristup digitalnim tehnologijama i onih koji nemaju. Pristup može biti povezan s dobi, spolom, socio-ekonomskim statusom, obrazovanjem, prihodom, etničkom pripadnošću i zemljopisom.
Prema izvješću Electronic Frontier Foundationa, velike količine osobnih podataka o djeci prikupljaju elektronički uređaji koji se distribuiraju u školama u Sjedinjenim Državama. Često se prikuplja, učitava i pohranjuje na neodređeno vrijeme puno više informacija nego što je potrebno. Osim imena i datuma rođenja, ove informacije mogu uključivati djetetovu povijest pregledavanja, pojmove pretraživanja, podatke o lokaciji, popise kontakata, kao i informacije o ponašanju. :5 Roditelji nisu informirani ili, ako su informirani, nemaju mnogo izbora. :6 Prema izvješću, ovaj stalni nadzor koji proizlazi iz obrazovne tehnologije može "iskriviti dječja očekivanja privatnosti, dovesti ih do samocenzure i ograničiti njihovu kreativnost". :7U javnom priopćenju iz 2018., FBI je upozorio da je rasprostranjeno prikupljanje studentskih podataka putem obrazovnih tehnologija, uključujući povijest pregledavanja weba, akademski napredak, medicinske podatke i biometriju, stvorilo potencijal za prijetnje privatnosti i sigurnosti ako su takvi podaci ugroženi ili iskorišteni. 
Prijelaz s učenja uživo na obrazovanje na daljinu u visokom obrazovanju zbog pandemije COVID-19 doveo je do poboljšanog izdvajanja podataka o studentima koje omogućuju složene podatkovne infrastrukture. Ove infrastrukture prikupljaju informacije kao što su prijave sustava za upravljanje učenjem, knjižnične metrike, mjerenja utjecaja, okviri za ocjenjivanje nastavnika, sustavi ocjenjivanja, analitički tragovi učenja, longitudinalni diplomski ishodi, evidencija o pohađanju, aktivnosti na društvenim mrežama i tako dalje. Ogromne količine prikupljenih informacija kvantificiraju se za tržišnu tržišnost visokog obrazovanja, koristeći te podatke kao sredstvo za demonstraciju i usporedbu uspješnosti studenata među institucijama kako bi se privukli budući studenti, odražavajući kapitalistički pojam osiguravanja učinkovitog tržišnog funkcioniranja i stalnog poboljšanja putem mjerenja. Ova želja za podacima potaknula je iskorištavanje visokog obrazovanja od strane platformskih tvrtki i pružatelja podatkovnih usluga koje su institucije angažirale za svoje usluge. Monetizacija studentskih podataka kako bi se integrirali korporativni modeli marketinga dodatno gura visoko obrazovanje, koje se naširoko smatra javnim dobrom, u privatizirani komercijalni sektor.

## Obuka nastavnika
Budući da tehnologija nije krajnji cilj obrazovanja, već sredstvo pomoću kojeg se ono može postići, nastavnici moraju dobro shvatiti tehnologiju i njezine prednosti i nedostatke. Obuka nastavnika teži učinkovitoj integraciji učioničke tehnologije.
Evoluirajuća priroda tehnologije može uznemiriti učitelje, koji se mogu doživjeti kao vječiti početnici. Pronalaženje kvalitetnih materijala za podršku ciljevima učionice često je teško. Nasumični dani stručnog usavršavanja su neadekvatni.
Prema Jenkinsu, "Umjesto da se bavimo svakom tehnologijom zasebno, bilo bi nam bolje da zauzmemo ekološki pristup, razmišljajući o međusobnom odnosu između različitih komunikacijskih tehnologija, kulturnih zajednica koje rastu oko njih i aktivnosti koje podržavaju." Jenkins je također predložio da je tradicionalni školski kurikulum vodio učitelje da obučavaju učenike da samostalno rješavaju probleme. Međutim, od današnjih se radnika sve više traži da rade u timovima, oslanjajući se na različite skupove stručnosti i surađujući u rješavanju problema. Stilovi učenja i metode prikupljanja informacija su se razvili, a "učenici se često osjećaju isključeni iz svjetova opisanih u svojim udžbenicima kroz depersonaliziranu i apstraktnu prozu koja ih opisuje". Ove vještine dvadeset i prvog stoljeća mogu se steći uključivanjem i bavljenjem tehnologijom. Promjene u nastavi i korištenju tehnologije također mogu promicati višu razinu učenja među učenicima s različitim vrstama inteligencije.

## Procjena
Postoje dva različita problema ocjenjivanja: ocjenjivanje obrazovne tehnologije i ocjenjivanje uz pomoć tehnologije.
Procjene obrazovne tehnologije uključile su projekt Follow Through .
Obrazovno procjenjivanje uz pomoć tehnologije može biti ili formativno ocjenjivanje ili sumativno ocjenjivanje. Instruktori koriste obje vrste ocjenjivanja kako bi razumjeli napredak učenika i učenje u učionici. Tehnologija je pomogla učiteljima da stvore bolje procjene kako bi lakše razumjeli gdje učenici koji imaju problema s gradivom imaju problema.
Formativno ocjenjivanje je teže jer je savršeni oblik u tijeku i omogućuje učenicima da pokažu svoje učenje na različite načine ovisno o svojim stilovima učenja. Tehnologija je pomogla nekim učiteljima da poboljšaju svoje formativno ocjenjivanje, posebno korištenjem sustava odgovora u učionici (CRS). CRS je alat u kojem svaki učenik ima ručni uređaj koji je partner s učiteljevim računalom. Nastavnik zatim postavlja pitanja s višestrukim izborom ili točno ili netočno, a učenici odgovaraju na svojim uređajima. Ovisno o korištenom softveru, odgovori se zatim mogu prikazati na grafikonu tako da učenici i nastavnik mogu vidjeti postotak učenika koji su dali svaki odgovor, a nastavnik se može usredotočiti na ono što nije valjalo.
Sumativna ocjenjivanja češća su u učionicama i obično su postavljena tako da se lakše ocjenjuju, budući da su u obliku testova ili projekata s posebnim shemama ocjenjivanja. Jedna velika prednost testiranja temeljenog na tehnologiji je mogućnost da se učenicima odmah daju povratne informacije o njihovim odgovorima. Kada učenici dobiju te odgovore, mogu znati kako napreduju u razredu, što ih može potaknuti da se poboljšaju ili im dati povjerenje da dobro rade. Tehnologija također omogućuje različite vrste sumativnog ocjenjivanja, kao što su digitalne prezentacije, video zapisi ili bilo što drugo što učitelj/učenici mogu smisliti, što omogućuje različitim učenicima da učinkovitije pokažu što su naučili. Nastavnici također mogu koristiti tehnologiju za objavljivanje ocijenjenih ocjena online kako bi učenici imali bolju predodžbu o tome što je dobar projekt.
Elektronička procjena koristi informacijsku tehnologiju. Obuhvaća nekoliko potencijalnih primjena, koje mogu biti usmjerene na nastavnika ili učenika, uključujući obrazovno ocjenjivanje kroz beskonačnost učenja, kao što je računalno klasificirano testiranje, računalno prilagođeno testiranje, testiranje učenika i ocjenjivanje ispita. E-ocjenjivanje je aktivnost koju vode ispitivači i koja je usko povezana s drugim aktivnostima e-ocjenjivanja kao što su e-testiranje ili e-učenje koje vode studenti. E-označavanje omogućuje markerima da označe skeniranu skriptu ili online odgovor na zaslonu računala umjesto na papiru.
Nema ograničenja u vrstama testova koji mogu koristiti e-ocjenjivanje, s aplikacijama za e-ocjenjivanje koje su osmišljene za prilagodbu višestrukog izbora, pisane, pa čak i video podneske za ispite uspješnosti. Softver za e-ocjenjivanje koriste pojedinačne obrazovne ustanove, a može se također uvesti u škole koje sudjeluju u organizacijama koje dodjeljuju ispite. E-ocjenjivanje se koristilo za označavanje mnogih dobro poznatih ispita s visokim ulozima, koji u Ujedinjenom Kraljevstvu uključuju A razine i GCSE ispite, au SAD-u uključuju SAT test za upis na koledž. Ofqual izvještava da je e-ocjenjivanje glavna vrsta ocjenjivanja koja se koristi za opće kvalifikacije u Ujedinjenom Kraljevstvu.
Godine 2014. Škotska uprava za kvalifikacije (SQAScottish Qualifications Authority) objavila je da će većina Nacionalnih 5 upitnika biti e-označena.
U lipnju 2015. vlada države Orrisa u Indiji objavila je da planira korištenje e-označavanja za sve papire Plus II od 2016.

## Analitika
Važnost samoocjenjivanja putem alata dostupnih na obrazovnim tehnološkim platformama sve više raste. Samoocjenjivanje u obrazovnoj tehnologiji temelji se na tome da učenici analiziraju svoje snage, slabosti i područja na kojima je moguće poboljšanje kako bi postavili realne ciljeve u učenju, poboljšali svoje obrazovne rezultate i pratili svoj napredak. Jedan od jedinstvenih alata za samoocjenjivanje koji omogućuje obrazovna tehnologija je analitika. Analitika su podaci prikupljeni o aktivnostima učenika na obrazovnoj platformi, koji se pretvaraju u smislene obrasce koji dovode do valjanog zaključka, obično putem vizualizacije podataka poput grafova. Analitika učenja je područje koje se fokusira na analizu i izvještavanje podataka o aktivnostima učenika kako bi se olakšalo učenje.

## Rashodi
Pet ključnih sektora industrije e-učenja su savjetovanje, sadržaj, tehnologije, usluge i podrška. Diljem svijeta, e-učenje je 2000. procijenjeno na više od 48 USD milijardi, prema konzervativnim procjenama. Komercijalni rast je bio brz.  Svjetska komercijalna tržišna aktivnost procijenjena je 2014. na 6 USD milijardi rizičnog kapitala u posljednjih pet godina,:38 sa samostalnim učenjem koje donosi 35,6 USD milijardi u 2011.:4 Sjevernoameričko e-učenje generiralo je 23,3 USD milijardi prihoda u 2013., sa stopom rasta od 9% u autorskim alatima za izradu u oblaku i platformama za učenje. :19

## Karijere
Tehnolozi i psiholozi obrazovanja primjenjuju osnovna obrazovna i psihološka istraživanja u primijenjenu znanost (ili tehnologiju) učenja ili poučavanja utemeljenu na dokazima. U istraživanju, ova zanimanja obično zahtijevaju diplomski stupanj (magistar, doktorat, doktorat ili doktorat) u polju povezanom s obrazovnom psihologijom, obrazovnim medijima, eksperimentalnom psihologijom, kognitivnom psihologijom ili, točnije, u područjima obrazovanja, nastavna ili ljudska tehnologija izvedbe ili nastavni dizajn. U industriji se obrazovna tehnologija koristi za osposobljavanje učenika i zaposlenika od strane širokog spektra stručnjaka za učenje i komunikaciju, uključujući dizajnere instrukcija, tehničke trenere, stručnjake za tehničku komunikaciju i stručnjake za profesionalnu komunikaciju, tehničke pisce i, naravno, učitelje osnovnih škola i sveučilišta. razine. O transformaciji obrazovne tehnologije iz kućne radinosti u profesiju raspravljaju "Shurville" et al.